# Born to Ride

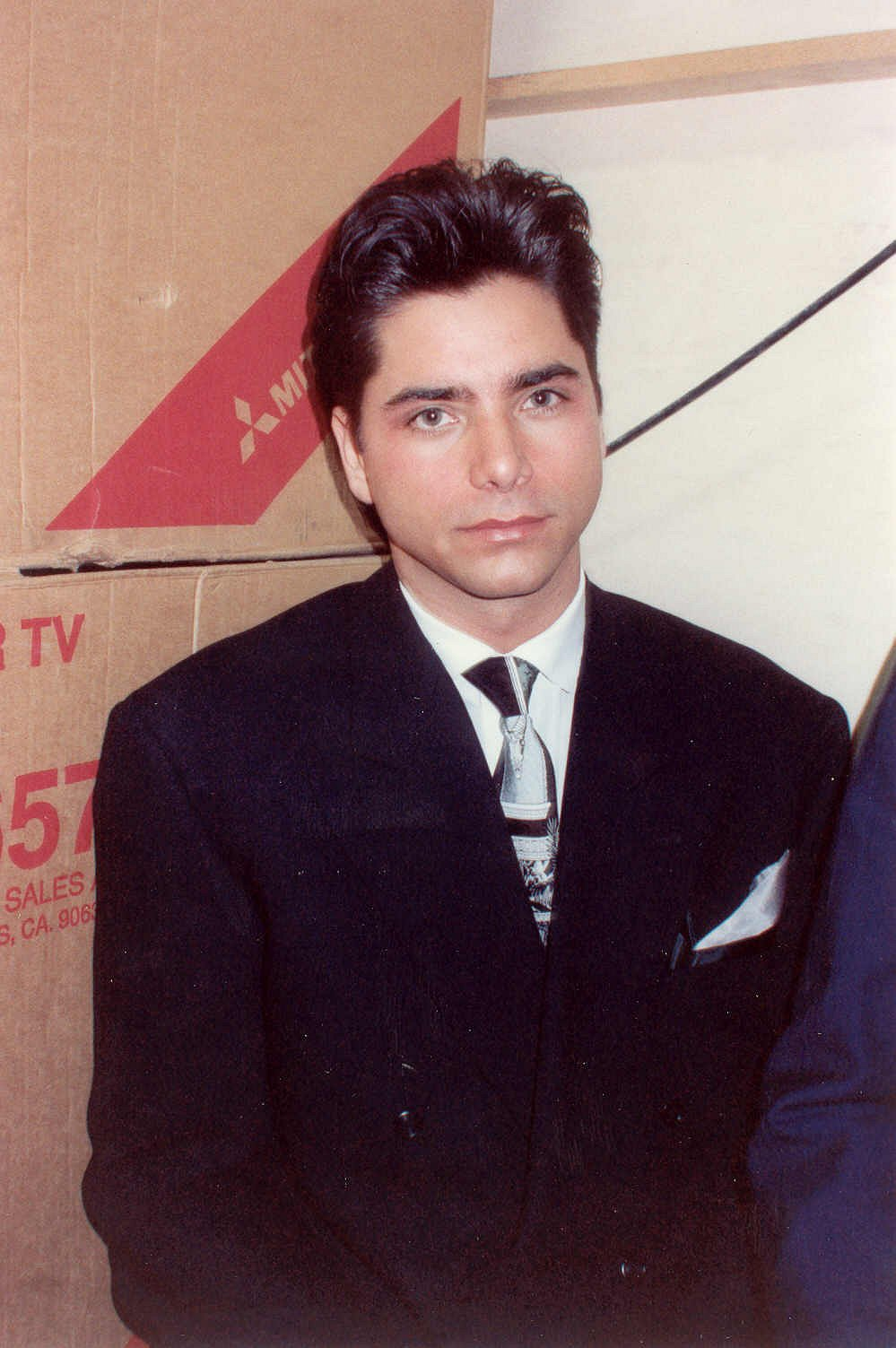
John Stamos în 1990

Born to Ride este un film de acțiune din 1991 regizat de Graham Baker, în rolurile principale John Stamos, John Stockwell și Teri Polo.

## Distribuție
- John Stamos - Caporal Grady Westfall[3]
- John Stockwell - Cpt. Jack Hassler
- Teri Polo - Beryl Ann Devers
- Sandy McPeak - Colonel James E. Devers (CO, 36th Div.)
- Kris Kamm - Bobby Novak
- Keith Cooke - Broadwater
- Dean Yacalis - Cartucci
- Salvator Xuereb - Levon
- Justin Lazard - Brooks
- Thom Mathews - Willis
- Garrick Hagon - Jim Bridges, State Department Official
- Matko Raguz - Esteban
- Lisa Orgolini - Claire Tate
- Ed Bishop - Dr. Tate
- Slavko Juraga - Cpt. Rosario